# 基督教聖人
聖人（拉丁語：sanctus）或聖徒，指從世界中分別出來而被圣化的人。《新约聖經》中所称“聖人”包括所有信耶穌的人 、已死的信徒和殉道者。后来在一些基督教宗派中，聖人是指因生前德行以及奇迹表明其行在神的特殊恩宠与亲密共融中，經由認證的程序，而被該宗派認可具有尊榮地位的人物。

## 聖人的定義
《聖經》中的“聖人”是被神從世界中挑選、不屬世界、不沾染世俗的一般人。儘管在基督教早期歷史認可聖人需要顯神蹟的記錄，而當代基督教也常以這點作為聖人的標準。但實際所有信耶穌的人都可稱聖，並非一些特別有異能的人。
不同宗派對聖人的理解和認可並不一致。現在，基督宗教聖人的設立只出現於天主教會、東正教會、聖公會和少數新教的宗派中。

## 認可
天主教會和东正教會所認可的圣人是不同的。認可不同圣人的原因，可能是因為東西教會大分裂，或與地方因素有關。在教父時期，有些人在某地区被奉為圣人，故只有該地区的敬奉（敬礼）。一般來說，只有《圣经》提及的人物（如耶稣的門徒和极少數知名人物）才會受到普世基督徒的敬奉。
在基督教大分裂前，天主教會已建立了一套高度组织化的认可系统。而东正教會的圣人比较分散，而且不一致，這與东正教會中没有一个中心的机构有關，故此教區的主教會决定教區內所認可的圣人。虽然东正教會和天主教會雙方圣人的来源和仪式極相似，彼此卻不承认對方的圣人名單。
一些被公众认為是圣人的人，可能從沒有得到任何教会認可。即使在天主教會內，不同教區和不同主教團对不同圣人的敬禮也不一定相同。有些教團通常只敬禮本教团所认可的圣人；有些圣人則只在其家鄉受到敬禮。在东正教會中，於教区内去世的成员，一般會在所屬教区的礼仪中被曕仰。
然而，不是所有基督教的教派都對聖人的封聖和代禱有一致看法。宗教改革時期，从天主教會分裂出来的英國聖公會，也继续承認天主教會的圣人。新教中的一些宗派，如信義宗，衛理宗也有聖人的設立。此類宗派承認聖人的忠貞是可敬和可效法的對象，但不認同聖人的代禱角色。
但大部分新教和基督教系的新興宗教都否定聖人的敬禮和代禱角色。對於否定聖人代禱的教派來說，“聖徒”只是基督徒的另一稱呼，不會稱呼某指定人物為聖人。

## 對聖人的敬禮
對天主教會和東正教會來說，恭敬聖人並非拜偶像，而是敬之以禮，崇拜及信奉（worship）只限於天主，而非聖人，聖人僅限於敬禮（venerate）。他們認為聖人在天上活著，因此對生者與死者沒有真正的區分，人們相信聖人能夠為在世的人代禱，祈求救贖或其他祈求，並透過與天主的直接溝通或個人的奇蹟介入來幫助人類，當然人們可以直接向天主祈禱或請求聖人為仍在世的人代禱，正如人們可以請求世上之人為自己祈禱一樣。這是基於《宗徒（使徒）信經》中“諸聖相通功”的道理——天上勝利的教會（已在天國與天主共融者）與旅途中的教會（地上的教會）在基督奧體中是共融的，亦是學習聖人聖女之芳表，與他們一起祈禱。另外，教會绝對支持教友向天主聖三禱告。天主教會肯定人與天主間只有基督唯一中保，但認為人與基督間卻有多個中保，而他們就是聖人聖女，向他們祈求非指他們施恩給人，而是轉求，是另一種禱告方式，與代禱無異。
聖人可能被指定為特定事情、職業、教會、機構或地區的主保聖人，或被祈求為抵禦特定疾病或災害的保護者，有時出於民間習俗，有時出於教會的正式宣言。人們相信聖人本身並不擁有力量，而只有天主所賦予的力量。
新教一般反對任何形式對聖人的敬禮、或向聖人禱告，而不向神禱告，認為聖人敬禮違背了《聖經》中，只敬拜神的原則。

### 相关习俗
聖人敬禮的相关习俗是圣物敬禮。聖人的遺物受到尊敬，類似對聖像和聖畫像的敬禮。過去幾個世紀以來，人們崇敬聖人的遺物，以期透過他們的代禱獲得天主的治愈，這種做法源自早期教會。基督教中的圣物，一般指圣人身体上的一部分（例如：骨頭）或遺物。对圣物敬禮，从基督教早期就已经出現，有些當時的基督徒躲在地窖中参與崇拜，与死去信徒的尸体一起。這可能與基督教相信的復活和对神蹟的期望而产生的敬禮。
在天主教會，聖公會和東正教會中，信徒會將圣人的名字作為自己儿女的名字；有些則會在受洗後，會領受聖名，聖名取自圣人的名字。此舉期望藉所屬之圣人，能为带有自己名字的信徒祝福和禱告。有些圣人會有纪念日，纪念日的命名也會冠以圣人的名字。